# Contea di Howard (Arkansas)
La contea di Howard, in inglese Howard County, è una contea dello Stato dell'Arkansas, negli Stati Uniti. La popolazione al censimento del 2000 era di 14 300 abitanti. Il capoluogo di contea è Nashville.

## Geografia fisica
La contea si trova nella parte sud-occidentale dell'Arkansas. L'U.S. Census Bureau certifica che l'estensione della contea è di 1542 km², di cui 1521 km² composti da terra e i rimanenti 21 km² composti di acqua.

### Contee confinanti
- Contea di Polk (Arkansas) - nord
- Contea di Pike (Arkansas) - est
- Contea di Hempstead (Arkansas) - sud-est
- Contea di Little River (Arkansas) - sud-ovest
- Contea di Sevier (Arkansas) - ovest

## Storia
La contea di Howard fu costituita nel 1873.

## Città e paesi
| - Dierks - Mineral Springs | - Nashville - Tollette |